# دار سعيد (السدة)

تعديل مصدري - تعديل

دار سعيد هي إحدى قرى عزلة الزعلاء بمديرية السدة التابعة لمحافظة إب، 

## الموقع الجغرافي
الموقع الجغرافي:
(دار سعيد) احدي قرى مديرية السدة من عزلة الزعلاء في مخلاف الشعر مديرية السدة محافظه إب، بلغ تعداد سكانها 581 نسمة حسب التعداد السكاني لليمن عام 2004م، تقع على ضفاف مجرى سيل وادي بنا وتحديدا بالناحية الغربية يحدها قريه جرف السفياني من الناحية الشمالية الغربية، ويحدها من الناحية الجنوبيه الغربية (مصنعة القاهرة الحميرية)، التي تستظل قرية (دار سعيد) يظلها لموقعها اسفل جبل المصنعه من الناحية الشماليه، ويحدها من الناحية الشمالية الشرقية مجرى (سيل) وادي بنأ وقرى (الحرف وجرف النمر)،ويقع في القرية مستشفى (دار سعيد ) العام والخاص باهالي تلك المناطق الجغرافية المتفرقة بين مديرية السدة والشعر والنادرة.. لقد ساهم موقع القرية الجغرافي في نشؤها بالإضافة إلى تكوينها الجيولوجي الذي جعل منها قاع زراعي خصيب يعتمد في سقيها على جداول وقنوات الري، لذلك فان اختيار موقعها لسهولة ايصال قنوات الري الي اراضيها الزراعية المنخفضة، خاصة تلك الممتدة من مجرى (سيل البتري) حتى القرية ووديانها ولا شك بانها قديمه ترتبط بعهد حمير قبل الإسلام..أيضا ما يميز موقع القرية الجغرافي المحاط بشكل شبه نصف دائري بمجرى (سيل وادي بنأ) الذي يحتوي القرية من الناحية الشمالية الشرقية. وبالتالي ساعد التكوين الجيولوجي في امتدادها وخصوبة اراضيها الزراعية المتنوعة فيها، ويعتقد البعض ان تسميتها (دار سعيد ) نسبة إلى أحد الحاخام سعيد اليهودي (). 
وبلغ تعداد سكانها 581 نسمة حسب تعداد اليمن لعام 2004.